# 나는 부정한다
《나는 부정한다》(영어: Denial)는 2016년 미국의 드라마 영화로, 데버라 립스탯의 저서를 바탕으로 홀로코스트 부인론자를 다룬 이야기이다. 마이크 잭슨 감독이 연출하고 레이철 바이스, 톰 윌킨슨, 티머시 스폴, 앤드루 스콧 등이 출연한다.

## 출연진
- 레이철 바이스 - 데버라 립스탯
- 톰 윌킨슨 - 리처드 램프턴
- 티머시 스폴 - 데이비드 어빙
- 앤드루 스콧 - 앤서니 줄리어스
- 잭 로든 - 제임스 리브슨
- 캐런 피스토리어스 - 로라 타일러
- 앨릭스 제닝스 - 찰스 그레이 판사
- 마크 게이티스 - 로베르트 얀 판펠트
- 앤드리아 덱 - 리오니
- 샐리 메셤 - 메그
- 존 세션스 - 리처드 에번스 검사
- 니키 아무카버드 - 릴리 홀브룩
- 해리엇 월터 - 베라 라이시